# 半分ノ世界
『半分ノ世界』（はんぶんのせかい）は、2014年公開の齊藤工監督による日本の短編映画である。

## 概要
UULAとショートショートフィルムフェスティバルが共同で企画したショートフィルム特別制作プロジェクトの一環として、大橋トリオの楽曲「HONEY」をモチーフに製作され、UULAで配信された。
監督の齊藤工は、俳優・斎藤工と同一人物。
ショートショートフィルムフェスティバル＆アジア2014ミュージックShort部門特別上映作品。

## あらすじ
絵を描くのが好きな女子高生・弥生は、母の死をきっかけに、見えるはずの右目に眼帯をしている。

ある日、高校の教室で自席に着くと、机の上に港と灯台の落書きがされていた。定時制に通う生徒が、夜間に描いたらしい。そのまま消さずにいると、翌日から次々と船などが描き足され、弥生にはまるで落書きが動いているかのように見えた。数日後、バイクに乗った人の姿をした犬が描き加えられ、不思議に思った弥生は、思わず眼帯をした少女を描き足す。すると、落書きの犬は、落書きの少女にバイクに乗るよう誘う。翌日、犬はバイクに少女を乗せて机の上で走り出す。二人は、ときに船に、ときに飛行機に乗り替えながら世界各地を巡る。弥生は、次第に落書きに夢中になる。

やがて、犬は少女に問いかける。なぜいつも眼帯をしているのか？　少女は、世界に絶望し、半分しか見たくないからだと答える。犬は、自分の世界も半分だと語る。
気になった弥生は、夜間に定時制の授業が行われている教室を訪れ、そこで弥生の席を使う久松という人物が、足が不自由で車いすに乗っていることを知る。久松は、車いすを転倒させてしまい、級友の力を借りて懸命に起きあがっていた。
それを見た弥生は、ある決意をする。

## キャスト
- 田辺桃子
- 井浦新
- 星ようこ

## スタッフ
- 監督－齊藤工
- 脚本－金沢知樹
- 製作総指揮－村本理恵子・別所哲也
- エグゼクティブ・プロデューサー－柳崎芳夫
- 企画・統括プロデュース－三宅裕士・諏訪慶
- プロデューサー－辻村和也・西堀哲郎
- 撮影監督－古野達也
- 音楽－濱田貴司
- 制作進行－眞野雄貴
- 制作－株式会社パシフィックボイス
- 制作協力－AX-ON
- 製作－株式会社UULA

## 受賞
- セルビア日本交換映画祭 -Japanese-Serbian Film Exchenge-「アイデンティティ賞」受賞
- 2015年国際エミー賞デジタル部門「デジタル・プログラム：フィクション」ノミネート[3]

## 関連商品
- DVD　『半分ノ世界』（エイベックス・ピクチャーズ　2014年11月17日）